# 788

## أحداث
- بداية عهد سلالة الأدارسة بالمغرب
- سبتمبر - معركة كوبيدنادون: تعبر القوات العباسية البوابات القيليقية في ثيمة الأناضول (تركيا الحديثة) [1] وواجههم جيشان بيزنطيان في بادياندوس في كابادوكيا وتلقت الهزيمة.

## مواليد
- أبو محمد زيادة الله بن إبراهيم

## وفيات
- أدلكيس
- شانتاراكشيتا فيلسوف هندي
- عبد الرحمن الداخل مؤسس الدولة الأموية في الأندلس بعد سقوطها على يد العباسيين
- موريجاتوس الأستورياسي